# Éternellement amoureuse
Singles de Mireille Mathieu
Je veux l'aimer
(1983) On est bien
(1984)
Pistes de Je veux l'aimer
Together We're Strong Tu m'apportais des fleurs
Eternellement amoureuse est une chanson de la chanteuse française Mireille Mathieu parue en 1983 sur 45 tours chez Ariola. La chanson de Didier Barbelivien et Cyril Assous se trouve également sur l'album français de 1983, Je veux l'aimer.
La face B du disque, Ces instants de ma vie, de Didier Barbelivien, Pascal Auriat et Cyril Assous est également tirée de l'album de 1983, Je veux l'aimer.